# Basílica de Santa Eufèmia de Rovinj
La Basílica de Santa Eufèmia de Rovinj (Croata Crkva sv. Eufemije i Rovinju) és una església catòlica de Rovinj. És una construcció barroca de la primera meitat del segle xviii edificada sobre esglésies anteriors. S'hi conserven les relíquies de santa Eufèmia de Calcedònia, patrona de la ciutat.

## Història

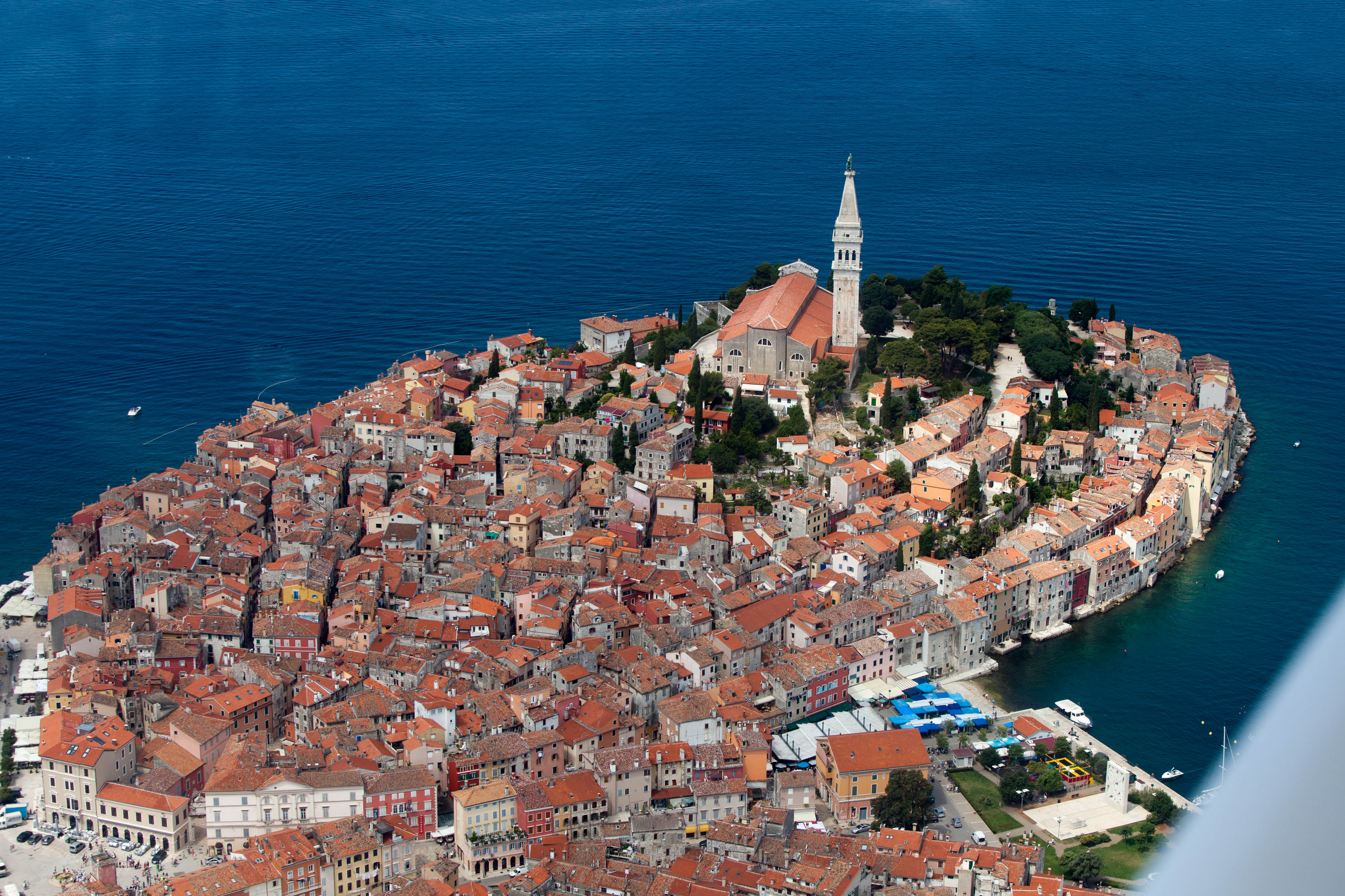
Vista aèria del nucli antic i l'església.

Anteriorment al mateix emplaçament hi havia l'església de Sant Jordi, construïda al voltant del 800. Quan s'hi va instal·lar el sarcòfag amb les restes de santa. Eufèmia, aquesta església quedà petita per allotjar tots els pelegrins. Al segle x, els residents de la ciutat van començar a construir una nova església més gran. Tenia tres naus, tancades amb tres absis. A dins hi havia estàtues de fusta de sant Jordi i santa Eufèmia. A principis del segle xvii, es va erigir una nova estàtua de pedra daurada, que es manté a l'actual altar del sant. L'església es va deteriorar amb el pas del temps i la població de la ciutat va créixer, motiu pel qual els ciutadans van decidir construir una altra església, encara més gran.
El disseny va ser confiat inicialment a l'arquitecte venecià Giovanni Scalfarotti, però el seu disseny no va obtenir l'aprovació del poder, per la qual cosa s'escollí un altre venecià, Giovanni Dozzi. Les obres de construcció van començar el 1725 i es van acabar el 1736. El 1741 es van construir tres altars principals, i el 1754 es van instal·lar òrgans. Els sostres, els bancs a la nau i el cadirat del cor del presbiteri del 1750 van ser realitzats per Giovanni Napolachi, i es van afegir decoracions d'estuc el mateix any per l'artista venecià Giovanni Lattuga. El 1754 es va instal·lar l'orgue, obra d'Antonio Barbini de Murano. El 26 de setembre de 1756, l'església fou consagrada pel bisbe Gasparo Negri. La façana va ser dissenyada per Giacom Pozza i construïda el 1883. L'interior de l'església estava decorada amb altres altars i pintures.

## Descripció

### Exterior
L'església és de tipus barroc venecià. La seva longitud és de 51,11 m i la seva amplada de 30,26 m. La nau principal té 17,71 m d'alçada i les altres naus fan 10,11 m. Al costat de l'església hi ha un campanar, construït al lloc d'un anterior, destruït el 1545 per un llamp. El nou campanar va ser dissenyat el 1650 per Alessandro Manapola sobre el model del campanar de Sant Marc de Venècia. La construcció es va iniciar el 1654 sota la direcció de l'arquitecte de Milà Antonio Fassolli, que va ser substituït el 1668 per un altre home de Milà, Antonio Man. El 1687, el campanar va ser coronat amb una coberta de casc, construïda sota la direcció de Cristofor Ballan.
El campanar s'aixeca de planta quadrada amb un costat d'uns 9 m. A la seva part superior hi ha una estàtua de coure daurada de santa Eufèmia, col·locada sobre coixinets perquè pugui girar al voltant del seu eix segons la direcció del vent. Va substituir l'anterior estàtua de fusta el 1758, destruïda dos anys abans per un llamp. També va rebre l'impacte d'un llamp, de manera que va haver de ser restaurada el 1834. El 20 de febrer de 1936, un avió militar va xocar contra l'estàtua. L'estàtua es va reparar i es va tornar al seu lloc el 8 de juliol de 1938. El campanar i l'estàtua tenen una alçada de 62 m. És la torre de l'església més alta de la regió d'Istria.

### Interior
A l'altar major hi ha estàtues de sant Jordi, Sant. Marc i sant Rotxa, construït en marbre de Carrara, dissenyat per l'escultor venecià Girolam Laureate. A la part esquerra de l'altar major hi ha l'altar de marbre del Santíssim Sagrament, decorat amb estàtues d'àngels, i a la dreta també l'altar de marbre de santa Eufèmia, patrona de la ciutat. L'estàtua de pedra del sant prové del segle xv. Darrere de l'altar hi ha un sarcòfag, en el qual es conserven les seves relíquies. Data del segle iii, va ser, segons els registres, transportat des de Constantinoble a Rovigo el 800 per salvar-lo de la destrucció dels iconoclastes. És de marbre i fa 208 cm de llarg, 195 cm d'alçada i 95 cm d'amplada.
A les parets que envolten el sarcòfag hi ha pintures del 1883, pintades per Leonardo Riga, que mostren el sarcòfag que va arribar fins a la riba de Rovigna i el martiri de santa Eufèmia. A la volta hi ha una imatge que representa la coronació de santa Eufèmia al cel. A la part dreta (sud) de l'església hi ha altars de la Mare de Déu del Rosari, Sant. Francesc d'Assís, sant. Pere i l'arcàngel Miquel, mentre que a l'esquerra (nord) hi ha l'altar de St. Nicolau, la pica baptismal i els altars de sant Sebastià, la Mare de Déu del Mont Carmel i el sant Rotxa. Les pintures representen, entre d'altres: sant Antoni Padewski, Sant Joan Baptista, sant Francesc d'Assís i la Santíssima Verge Maria. Els candelobres van ser elaborats a principis del segle xviii per un orfebre de Pàdua, Zuanne Adolfo Gaapa (nascut a Augsburg), i un impressionant frontal d'altar de plata elaborat el 1776 per Angiolo Scarabella d'Est.

## Galeria d'imatges

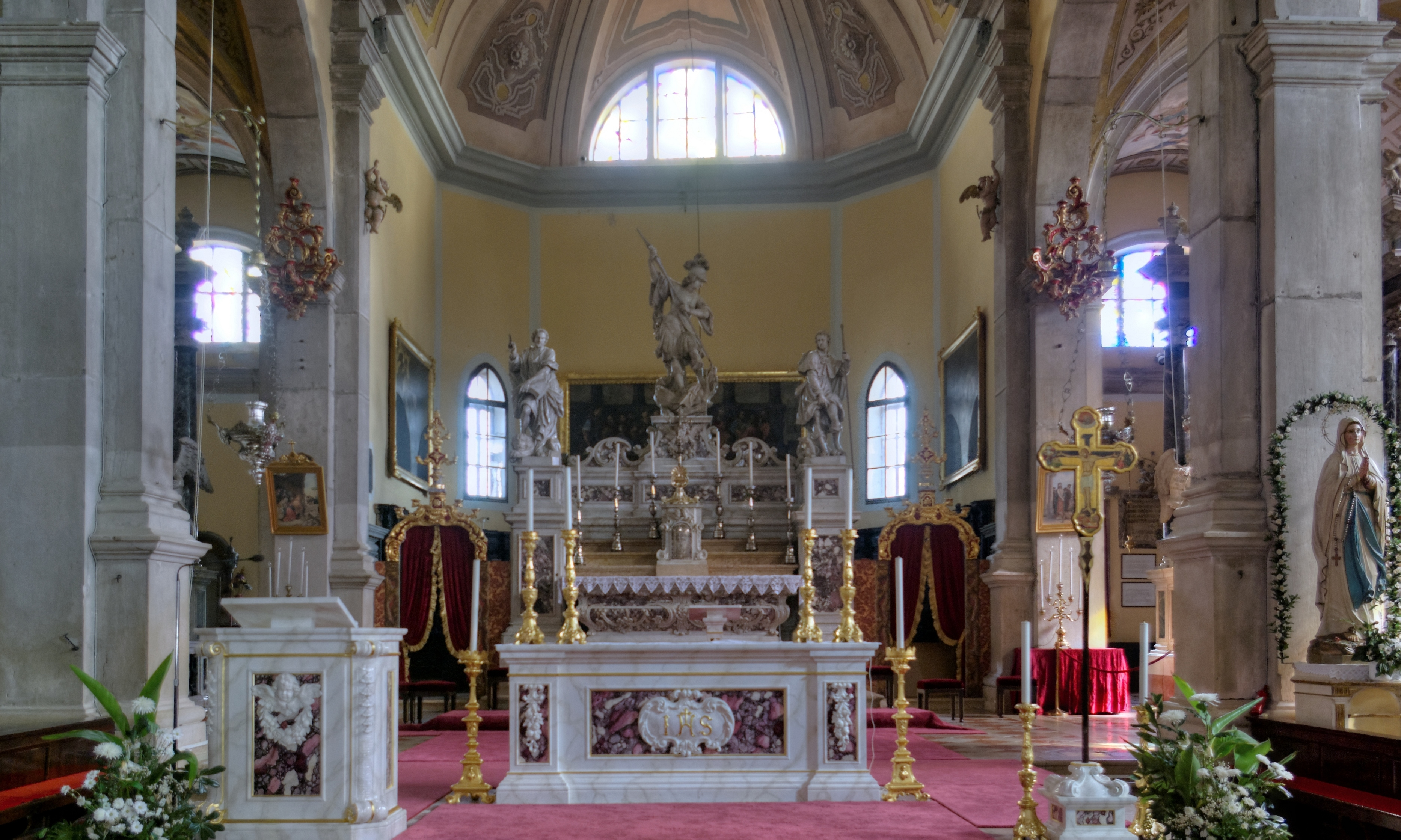
Altar major
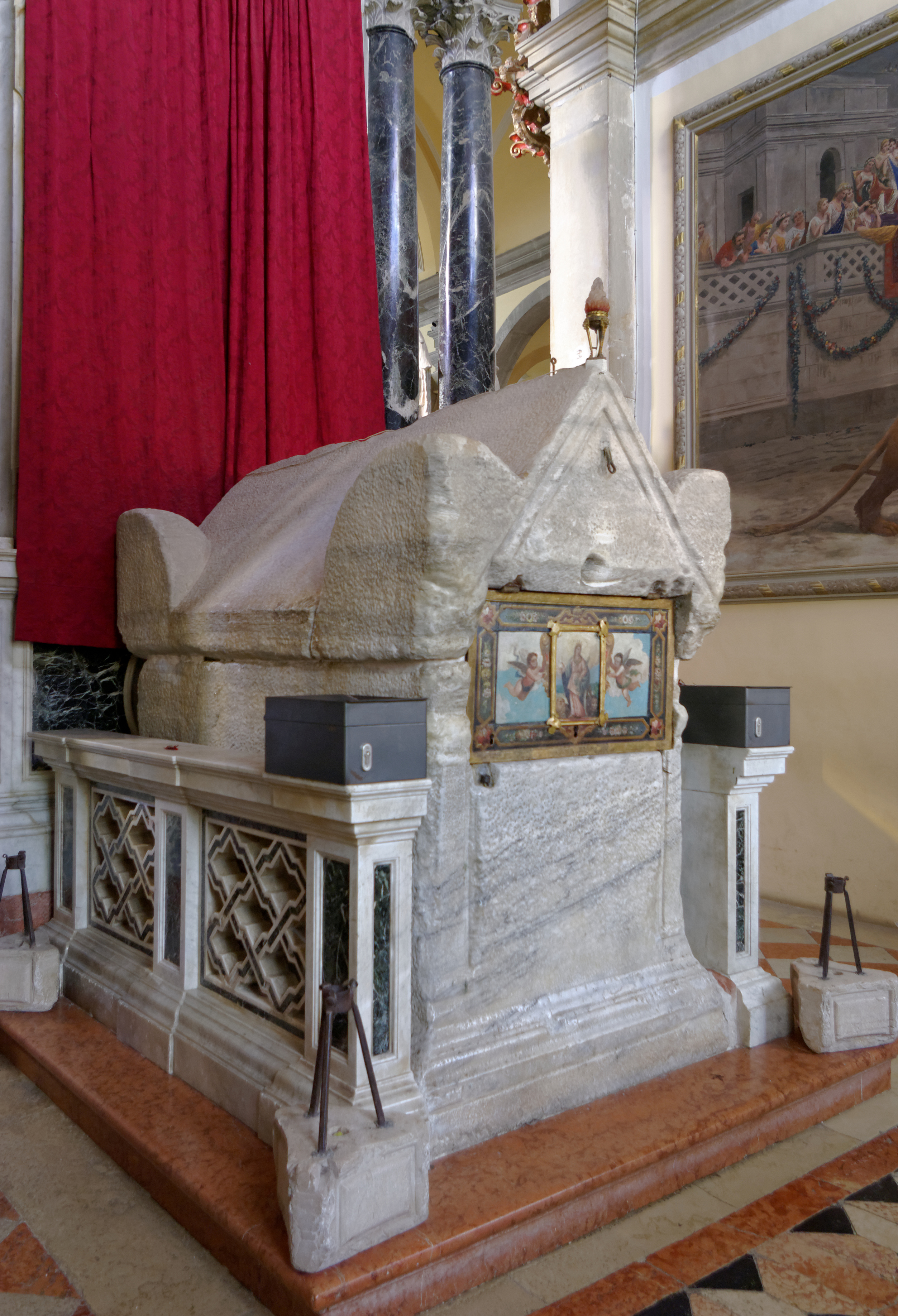
Sarcòfag Euphemia
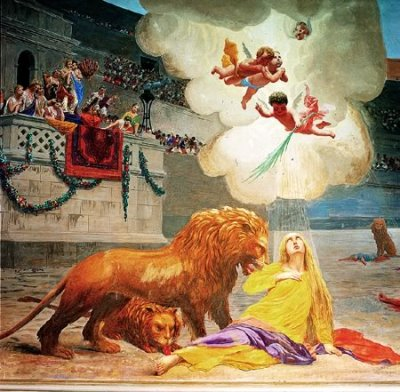
Obra del Martiri de santa Eufèmia
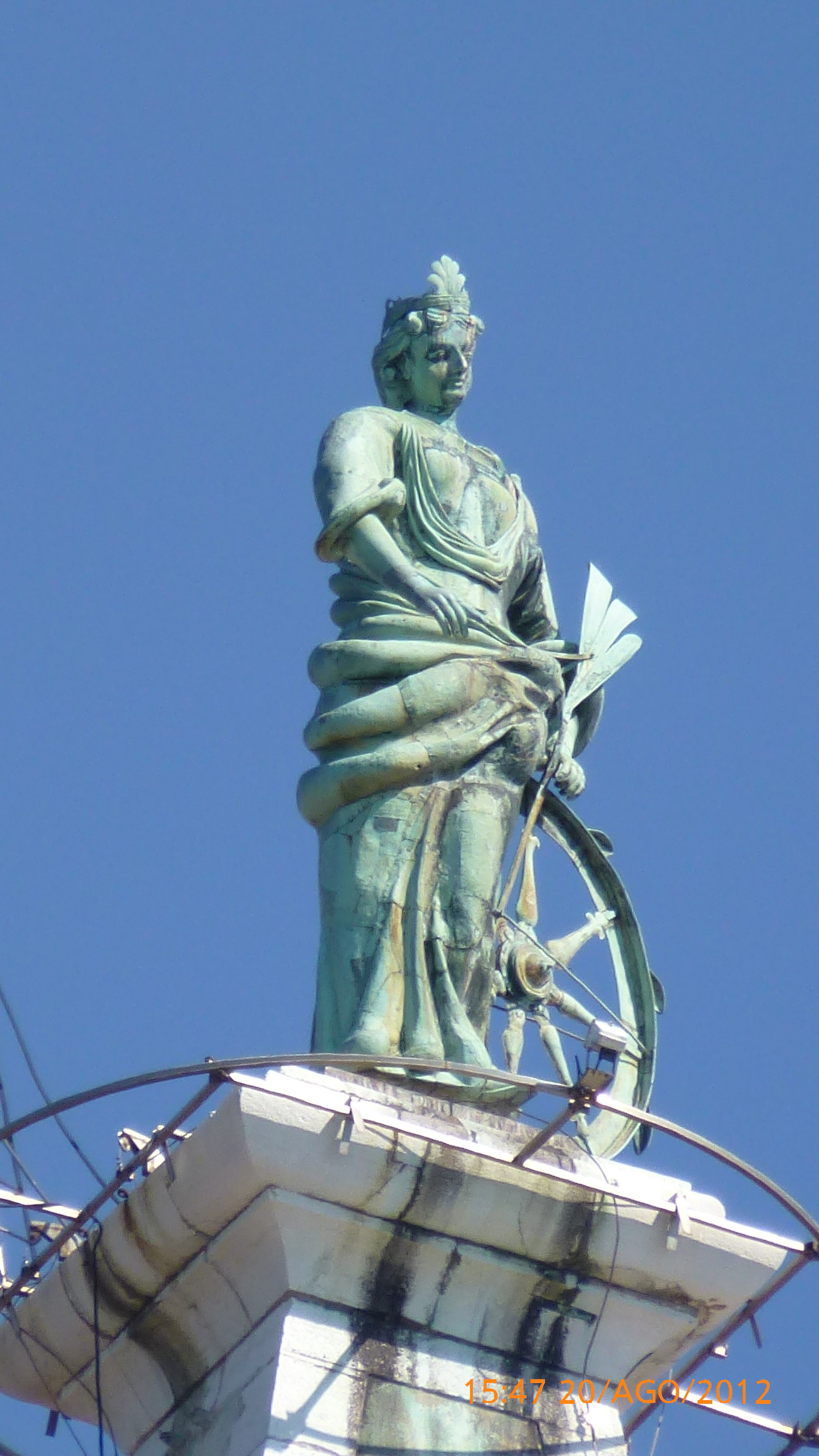
Estàtua de santa Eufèmia a la part superior del campanar